# Resolução 284 do Conselho de Segurança das Nações Unidas
A Resolução 284 do Conselho de Segurança das Nações Unidas aprovada em 29 de julho de 1970, apresentou a seguinte questão ao Tribunal Internacional de Justiça para parecer consultivo: "Quais são as consequências legais para os Estados da contínua presença da África do Sul na Namíbia, não obstante a Resolução 276 do Conselho de Segurança?" O Conselho solicitou ao Secretário-Geral que transmitisse a resolução, juntamente com todos os documentos que pudessem esclarecer a questão perante o Tribunal.
A resolução foi aprovada por 12 votos; a República Popular da Polônia, União Soviética e o Reino Unido se abstiveram.